# Палигорськіт
Палигорськіт — глинистий мінерал, водний силікат магнію ланцюжково-шаруватої будови.

## Загальна характеристика
Хімічна формула:
- 1. За Є. Лазаренком: Mg2,5Al2 [Si8О20](OH)2•8H2О.[5]
- 2. За «Fleischer's Glossary» (2004): (Mg, Al)2[Si4O10](OH)•4H2O.

Пов'язаний безперервним ізоморфним рядом з сепіолітом. Al може ізоморфно замінятися на Fe3+, Mg — на Fe2+. Домішки СаО, Na2О і К2О.
Сингонія ромбічна, рідше моноклінна і триклінна. Спайність відсутня. Кристалічна структура перехідна від стрічкової до шаруватої. Утворює сплутано-волокнисті, землисті, губчасто-волокнисті, листуваті агрегати. Густина 2,1-2,4. Твердість 2-3. Колір білий з жовтуватим, буруватим або сірим відтінком. Блиск тьмяний, шовковистий до воскового. Просвічується до непрозорого. Крихкий. Має відбілювальну здатність, яка обумовлена адсорбційними і ката-літичними властивостями. Утворюється в корах вивітрювання за рахунок магнезійних силікатів (наприклад, серпентину); поширений у доломіті, вапняках, мергелях, глинах і в ґрунтах пустель.
Поширення: Ловінобаня (Словаччина), р. Джіла, шт. Нью-Мексико, Аттапульгес і Куїнсі, шт. Джорджія, США; Поволжя, Урал (РФ). В Україні знайдений біля Коростеня, Сімферополя, Черкас та Жовтих Вод.
Назва — за станцією Палигорськ (рос. Палыгорская дистанция Пермской железной дороги), Т.Савченков, 1862.
Синоніми: атапульгіт, дерево гірське, шкіра гірська, пробка гірська, шерсть гірська, ласаліт.

## Різновиди
Розрізняють:
- палигорськіт залізистий (різновид палигорськіту, який містить до 1 % FeO);
- палигорськіт залізний (різновид палигорськіту, який містить до 1 % Fe2O3);
- α–палигорськіт і β–палигорськіт (зайві назви палигорськіту).

## Родовища
Відомі родовища палигорськіту в Україні (Черкаське), США, Франції, Іспанії, в РФ (Урал), деяких країнах Африки.

## Використання
Палигорськіт використовується спільно з монтморилонітовими глинами в приготуванні бурових розчинів, як теплоізоляційний і звукоізоляційний матеріал, як сорбент і каталізатор у нафтохімічній, металургійній, атомній промисловості, а також при виробництві отрутохімікатів, добрив, наповнювачів у пігментах, фарбах, лаках і ін.